# اودنویل (آلاباما)
اودنویل (به انگلیسی: Odenville) شهری در شهرستان سینت کلیر ایالت آلاباما است که مساحت آن ۳۵٫۳ کیلومتر مربع است و در سرشماری سال ۲۰۱۰ میلادی، ۳٬۵۸۵ نفر جمعیت داشته و تراکم جمعیتی آن، ۱۰۱٫۵۶ نفر در هر کیلومتر مربع بوده است.